# 人工元素
人工元素（じんこうげんそ）は、人工的に合成された元素（同位体）の総称である。人工放射性元素とも呼ばれる。
天然には存在しない4つの元素（テクネチウム、プロメチウム、アスタチン、フランシウム）と、超ウラン元素はほぼすべて人工元素である。これらは半減期の短い放射性元素であるため、自然界には極めて僅かしか存在が確認されない。通常は、原子核に高いエネルギーを持たせた荷電粒子や、γ線、中性子などをぶつけて合成する。
人工の放射性同位体としては1934年にフレデリック・ジョリオ＝キュリーとイレーヌ・ジョリオ＝キュリーの夫妻が放射性リン (30P) を得たのが最初で、元素としては1937年に得られたテクネチウムが最初である。
現在では、元素番号93以降（Np、Pu、Am、Cm、Bk、Cf、Md、No、Lr、Rf、Db、Sg、Bh、Hs、Mt、Ds、Rg、Cn、Nh、Fl、Mc、Lv、Ts、Og）の24個のみ発見されている。

## 人工元素の一覧
ネプツニウム
ウラン238に中性子を当てて合成。
プルトニウム
ウランに重水素を当てて合成。
アメリシウム
プルトニウム239に2個の中性子を当てて合成。
キュリウム
プルトニウム239に32×106eVのα粒子をぶつけることにより合成。
バークリウム
アメリシウム241にアルファ粒子を当てて合成。
カリホルニウム
キュリウム242にサイクロトロンで35×106eVに加速したα粒子をぶつけて合成。
メンデレビウム
サイクロトロンで10億個（109個）のアインスタイニウム（253Es）のターゲットにアルファ粒子（ヘリウム原子核）を衝突させることで合成。
ノーベリウム
キュリウム244に炭素13を当てて合成。
ニホニウム
70Zn（亜鉛）を209Bi（ビスマス）に衝突させることで合成。
テネシン
カルシウム原子核をバークリウム原子核に衝突させることで合成。
オガネソン
カリホルニウム249原子とカルシウム48イオンの衝突により合成。